# Filoguidage
 (mars 2015).
Le filoguidage peut désigner deux grands types de systèmes de guidage par fils d'engin auto-propulsé : 
1. des systèmes de guidage par câble électrique et/ou par fibre optique. L'engin et son système de contrôle sont parfois qualifiés de système flexible de production[1]" ou d'acquisition de données à « unique ressource de transport ». Le fil, généralement souple permet la télétransmission d'informations dans les deux sens (dialogue[2]), acquises par divers capteurs vers le poste de commande, et éventuellement la transmission à la vitesse de la lumière d'une grande quantité d'informations quand il s'agit d'une fibre optique[3]. Quand le fil est associé à un tube, il peut aussi permettre la transmission d'échantillons, d'eau, d'air pollué, ou de gaz à analyser.
2. des systèmes permettant à un véhicule autonome ou robot de se guider sur le champ magnétique ou des impulsions électromagnétiques portées par un fil électrique enterré (par exemple pour guider des engins dans le cadre d'une agriculture de précision[4]) ou noyé dans du béton ou du macadam (avec éventuelle possibilité conjointe de recharge des batteries par induction).

## Usages industriels
Les chariots automoteurs filoguidés utilisés pour le convoyage et le travail à la chaîne, puis les robots filoguidés (permettant le travail en « ateliers flexibles »,, ou en milieux toxique ou hostile tels que zones chaudes, atmosphères acides, toxiques ou polluées, entrepôts frigorifiques, zone radioactive, milieu subaquatique, etc.) ont fait l'objet de nombreuses recherches et de développements dans le monde industriel et agroindustriel, y compris en termes de modélisation et optimisation des systèmes, notamment grâce à la simulation informatique. L'étude de ces questions fait partie du domaine de la « transitique ».

## Jouets, loisirs
Des années 1970 à 1980, de très nombreux jouets pour enfant dotés d'un moteur électrique sont filoguidés, puis ils sont peu à peu remplacés par des objets radiocommandés. L'un des intérêts du filoguidage par rapport à l'objet radiocommandé est que l'engin peut être dépourvu de batterie (généralement lourde), avec alors comme inconvénient qu'il est limité par la longueur de fil disponible.

## Usages militaires

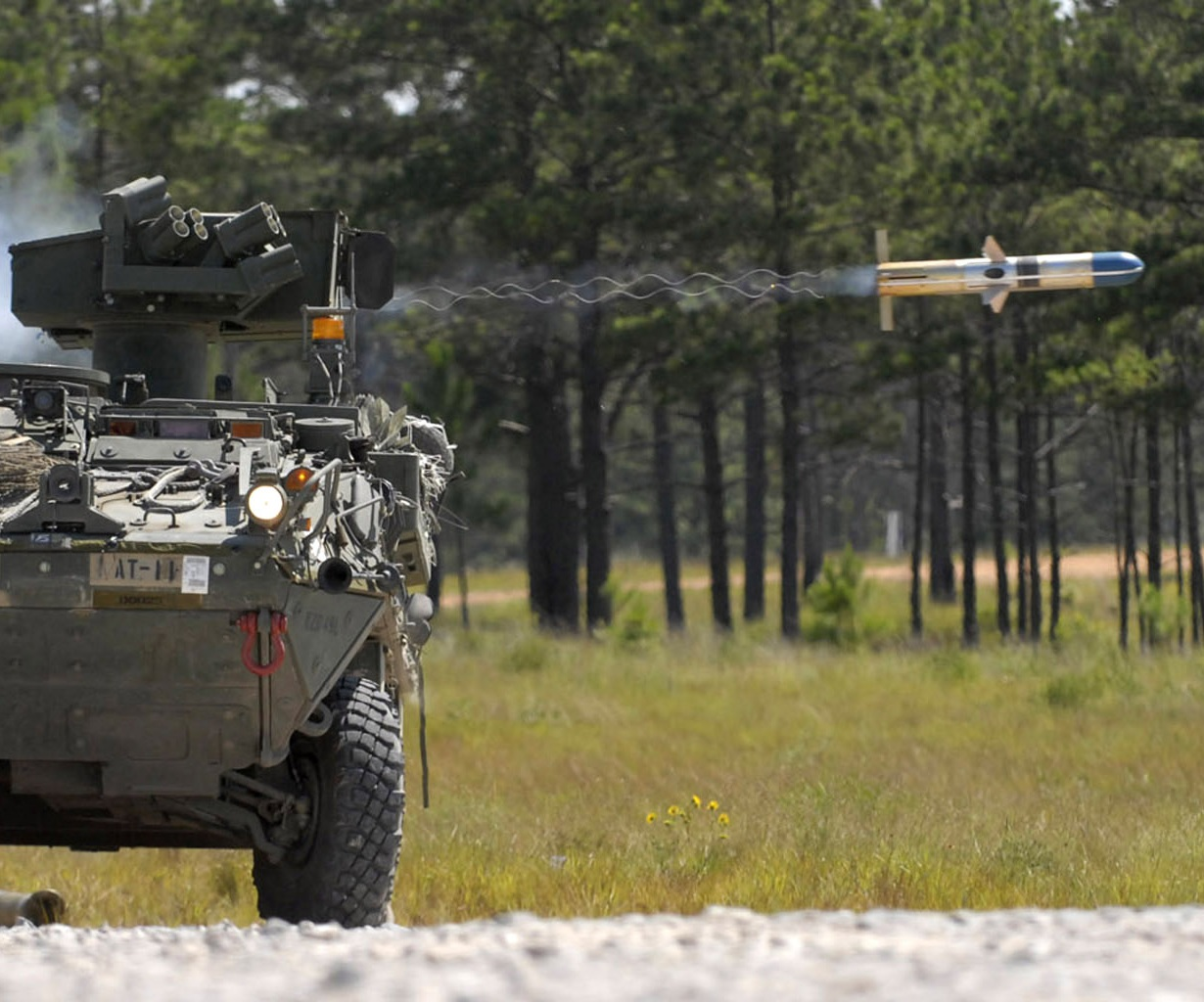
Tir d'un missile antichar TOW filoguidé

Les armées depuis un siècle environ utilisent le filoguidage pour : 

### L'attaque
Par exemple, un missile filoguidé est utilisé pour certaines armes antichars comme le BGM-71 TOW américain ou l'Euromissile HOT franco-allemand. Durant le trajet du projectile, un long fil se dévide depuis la source. Grâce à ce lien, un opérateur (placé à l’arrière dans un poste de tir, par exemple) transmet des données pour le guider vers sa cible. Le poste de tir, quant à lui, est équipé d’un système optique de pointage.
Des torpilles utilisent également ce type de guidage (depuis les années 1960[réf. nécessaire]), afin notamment d'éviter les leurres et systèmes de contre-mesures, bien que des contre-mesures puissent aussi alors viser les traitements de données du sous-marin pendant la phase de filoguidage d'une torpille.

### La défense pour ledéminageen mer
L'armée française dispose depuis longtemps de robots filoguidés (puis téléguidés par impulsions sonores) à partir d'un dragueur de mines, par exemple le PAP 104 construit par la société ECA qui pèse 700 kg et est doté de deux propulseurs à pas variables. Les images prises par une caméra de télévision sont transmises à l'opérateur via le fil.

## Autres applications
- Les ROV (véhicule sous-marin téléguidé) utilisent le filoguidage, qui leur permet d'atteindre des fonds jusqu'à 3 000 mètres en étant télécommandés depuis la surface, sans risque pour le pilote. Le fil évite d'avoir à se préoccuper des parasites, des aléas de propagation (échos et trajets multiples) qu'il faut gérer dans le cas du téléguidage acoustique[14] ;
- le transport de petites charges en milieu hospitalier ou autres établissements de soins[15],[16].

## Tendance
Pour de nombreux usages, le filoguidage tend à être abandonné au profit du radioguidage, puis d'une autonomisation de l'engin, peu à peu doté de capacités de perception d'environnement complexe et de compétences (planification réactive de mouvement) lui permettant de remplir une mission de manière autonome,. Sous l'eau à partir des années 1970 la télécommande acoustique permet de se passer de fil, mais en limitant le flux d'informations entre le robot et l'opérateur (par rapport par exemple au volume de données transmissibles par fibre optique) et en contribuant éventuellement à la pollution sonore sous-marine.